# Pihalni orkester KUD Pošta Maribor (album)
Pihalni orkester KUD Pošta Maribor je album istoimenske zasedbe iz Maribora, ki je izšel na glasbeni CD plošči leta 2007.

## Seznam posnetkov
| CD              | CD                                                     | CD              | CD              | CD      |
| Št.             | Naslov                                                 | Glasba          | Priredba        | Dolžina |
| --------------- | ------------------------------------------------------ | --------------- | --------------- | ------- |
| 1.              | „Yellow Mountains‟                                     | J. de Haan      |                 | 3:39    |
| 2.              | „CZECH FOLK DANCE SUITE: 1. Prestissimo‟               | P. Stanek       |                 | 1:59    |
| 3.              | „CZECH FOLK DANCE SUITE: 2. Meno mosso‟                |                 |                 | 3:55    |
| 4.              | „CZECH FOLK DANCE SUITE: 3. Molto Vivace‟              |                 |                 | 3:15    |
| 5.              | „ARMENIAN DANCES, Part II: 2. Khoomar (Wedding Dance)‟ | A. Reed         |                 | 5:12    |
| 6.              | „ARMENIAN DANCES: 3. Lora Horovel (Song from Lori)‟    |                 |                 | 8:41    |
| 7.              | „Variations on a Korean Folk Song‟                     | J. B. Chance    |                 | 8:07    |
| 8.              | „Highlight from Exodus‟                                | E. Gold         | A. Reed         | 9:17    |
| 9.              | „The Magnificent Seven‟                                | E. Bernstein    | M. Peeters      | 14:52   |
| Skupna dolžina: | Skupna dolžina:                                        | Skupna dolžina: | Skupna dolžina: | 58:57   |

## Sodelujoči

### Pihalni orkester KUD Pošta Maribor / Post Wind Band Maribor
- Ervin Hartman – dirigent